# Playa La Tejita

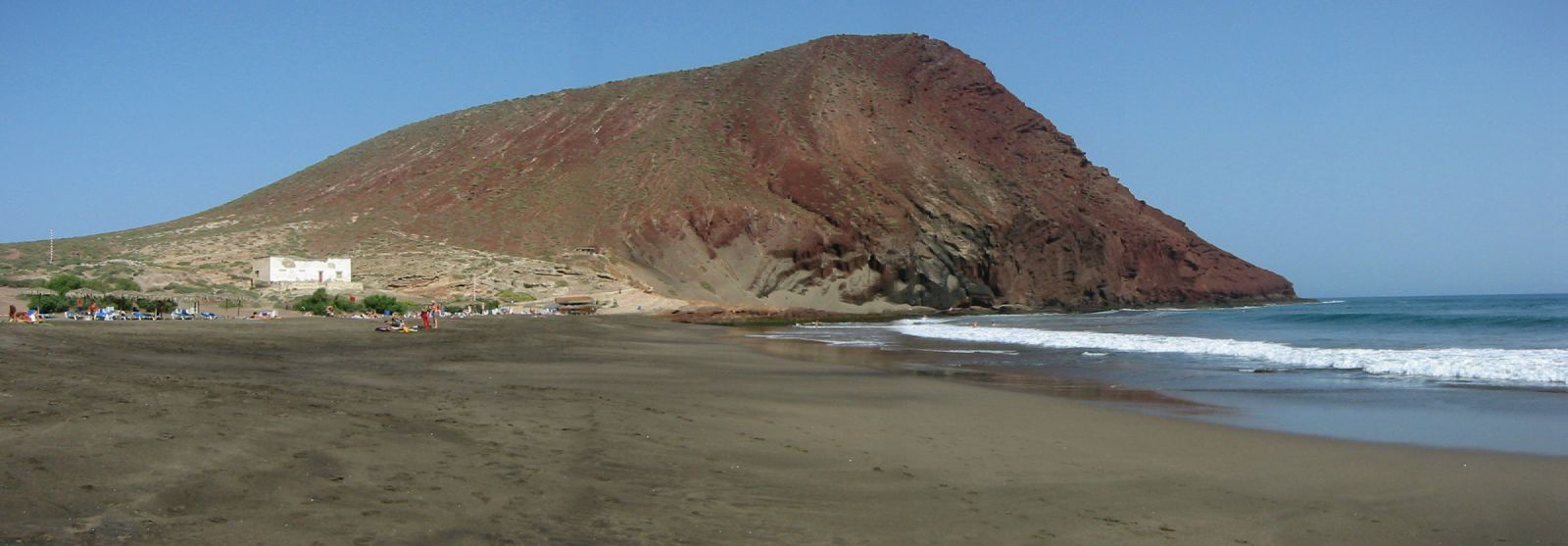
La Playa de La Tejita am Fuße der Montaña Roja

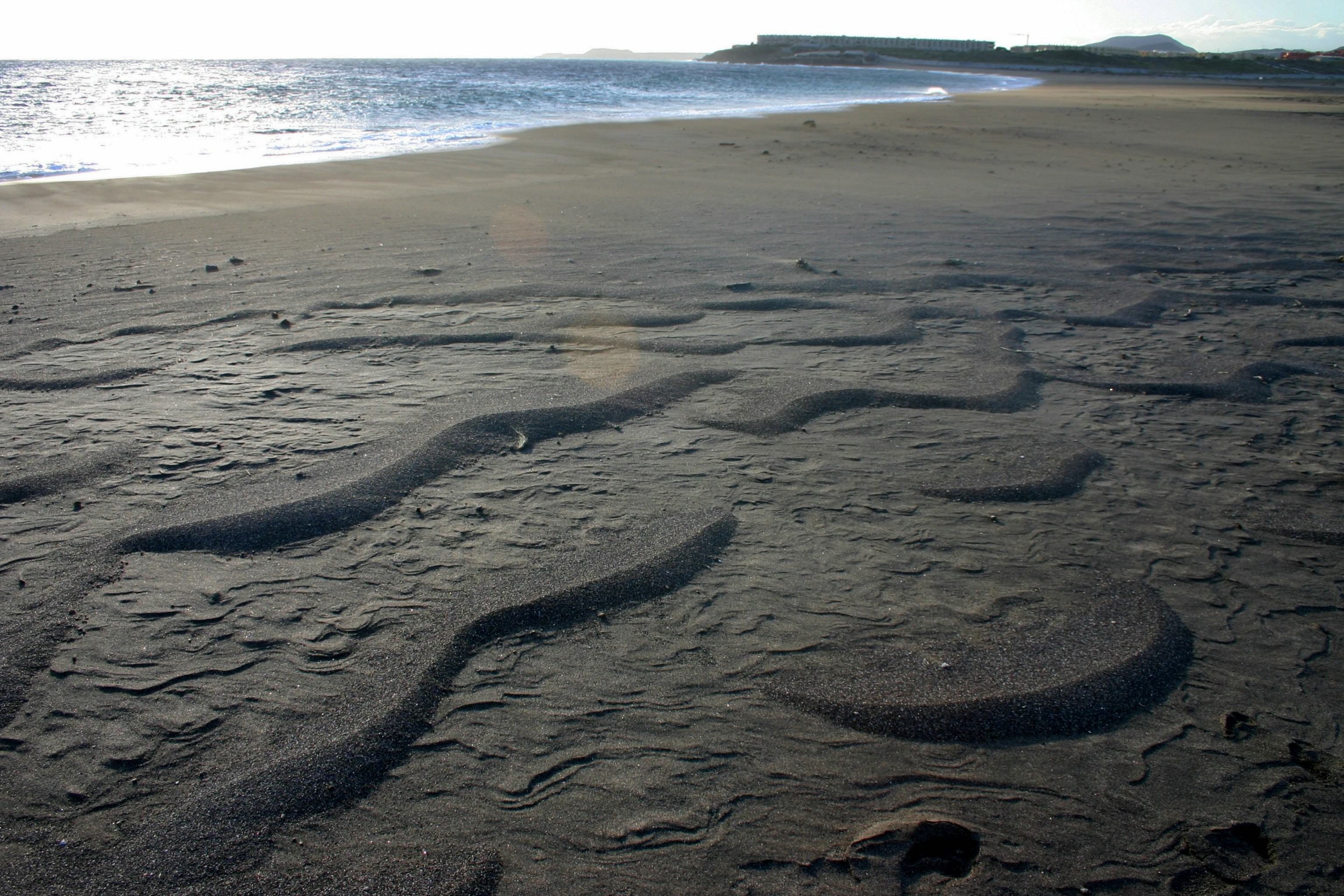
Beginnende Dünenbildung an der Tejita.

Der Strand Playa de La Tejita liegt auf der kanarischen Insel Teneriffa, westlich von El Médano, am Fuße des Vulkankegels Montaña Roja, ca. 3 km südlich des Flughafens Teneriffa Süd, Reina Sofía (TFS) und gehört zur Gemeinde Granadilla de Abona. La Playa de La Tejita ist von einem Parkplatz an der Landstraße TF-643 erreichbar, die zwischen dem kleinen Fischereihafen Los Abrigos und dem Windsurf-Paradies El Médano verläuft.
Der Strand grenzt an seinem östlichen Ende an das Naturschutzgebiet Reserva Natural Especial de Montaña Roja. Er ist einer der größten natürlichen Sandstrände Teneriffas. Der graufarbene, grobkörnige Sand verdankt seine Existenz neben mariner Abrasion äolischem Transport. Der stetige Nordost-Passat weht verwittertes vulkanisches Material aus der Umgebung herbei, und bei Calima-Wetterlagen wirft er außerdem Saharastaub ab. Es kommt zu leichter Dünenbildung.
Die Playa de La Tejita bietet sich für lange Spaziergänge an, sie ist auch nicht so überlaufen wie manche andere Strände, z. B. bei Los Cristianos und Playa de las Américas. Oftmals hohe Wellen und die beständigen Passatwinde bieten gute Bedingungen für (Kite-)Surfer. Plötzliche Brandungswellen können jedoch Badenden, vor allem Kindern, gefährlich werden. Hinter einer Felsbarriere direkt unterhalb des Montaña Roja befindet sich ein FKK-Bereich.
Unweit kann man Bojen erkennen, an denen Tankschiffe ankern, um über Pipelines den Flughafen Teneriffa Süd mit Treibstoff zu versorgen, was hin und wieder zu Ölverschmutzung im Meer und am Strand (kleine Teerklumpen) führt.
Bis auf ein kleines Chiringuito ist der Strand bisher (2020) noch nicht erschlossen. Man trifft auf Überreste eines Bunkers aus Zeiten des Zweiten Weltkriegs und auf ein kleines historisches Gebäude, von dem aus im 19. Jahrhundert ein Telegrafenkabel über den Meeresgrund bis nach Westafrika verlegt worden ist.

„La caseta del cable telegráfico que unía Tenerife y el enclave senegalés de San Luis desde el siglo XIX sigue aún en pie en Montaña Roja, justo en el extremo norte de la playa de La Tejita, aunque hace mucho que el cable telegráfico dejó de ser necesario para unir Europa y África con Canarias.“

„Das Häuschen des Telegrafenkabels, das Teneriffa seit dem 19. Jahrhundert mit der senegalesischen Enklave Île Saint-Louis verband, steht immer noch an der Montaña Roja im äußersten Norden der Playa de La Tejita, obwohl schon lange kein Telegrafenkabel mehr gebraucht wird, um Europa und Afrika mit den Kanaren zu verbinden.“

Weiter in Richtung Westen liegen die Strände Playa del Confital und Playa de los Abrigos.

## Umstrittenes, landschaftsveränderndes Hotelprojekt
Seit dem Jahr 2017 plant der galicische Immobilienkonzern Grupo Viqueira Inmuebles, S.A am westlichen Ende des Tejita-Strandes, nur 20 m landeinwärts von der Küstenlinie, den Bau eines dreistöckigen Fünf-Sterne-Hotel „La Tejita Beach Club Resort“ in Terrassenbauweise über drei Ebenen.
Auf einem 27.000 Quadratmeter großen Grundstück ist diese Luxushotel-Anlage auf 342 Zimmer mit 883 Betten ausgelegt.
Während die Mehrheit der Politiker der Gemeinde Granadilla de Abona und der Insel-Regierung Teneriffas, des Cabildo Insular, das Projekt unterstützen, wächst in der Bevölkerung der Widerstand, denn durch dieses umstrittene Tourismusprojekt würde der noch unberührte Charakter dieses letzten großen naturbelassenen Sandstrandes verloren gehen. Es bildete sich eine Bürgerinitiative namens „Salvar La Tejita“ (Rettet den Tejita-Strand!). Sie wird von der Umweltgruppe ATAN  unterstützt.
2017 scheiterte ein Protest der Bürgerinitiative beim EU-Petitionsausschuss.
2019 begann Grupo Viqueiro mit den Baumaßnahmen. Auf Beschwerde der Umweltschützer beim „Servicio Provincial de Costas“, der nationalen Küstenschutz-Behörde, wurde ein vorläufiger Baustopp verfügt, der solange gilt, bis die Überprüfungen durch die Küstenbehörde abgeschlossen seien.
2020, um die illegale Fortsetzung der Bauarbeiten zu behindern, besetzten Tejita-Schützer mit Unterstützung der Bevölkerung zwölf Tage lang einen Baukran,.
2021 erlitt die Bürgerbewegung im Februar eine Niederlage. Die Küstenbehörde entschied, dass das Hotel gebaut werden dürfe, wenn auch auf einer um 10 % reduzierten Fläche.
Aber auch nach dieser Neufestsetzung der Baugrenzen und der Aufhebung des Baustopps geben die Umweltschützer nicht auf, wohingegen das Rathaus weiterhin das Hotelprojekt unterstützt.